# Louis Anquetin

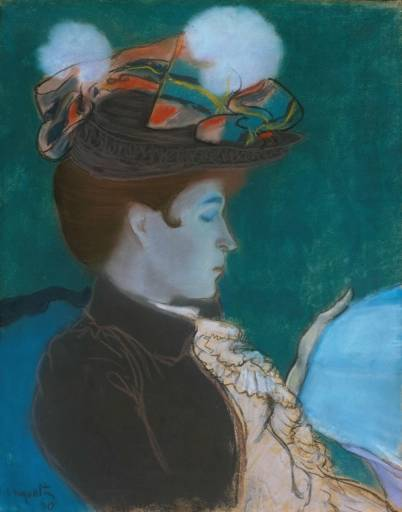
Mujer leyendo el periódico, 1890.

Louis Anquetin (Etrepagny, 26 de enero de 1861 - París, 19 de agosto de 1932) fue un pintor francés.
En 1882, marchó a París y comenzó a estudiar arte en el estudio de Léon Bonnat, donde conoció a Henri de Toulouse-Lautrec. Los dos artistas, más tarde, se trasladaron al estudio de Fernand Cormon, donde se hicieron amigos de Émile Bernard y Vincent van Gogh.
Alrededor del año 1887, Anquetin y Bernard desarrollaron un estilo de pintura que usaba regiones planas de color y perfiles de contorno anchos y negros. Este estilo, llamado cloisonismo por el crítico Edouard Dujardin, estaba inspirado tanto en las vidrieras como en el ukiyo-e japonés. 

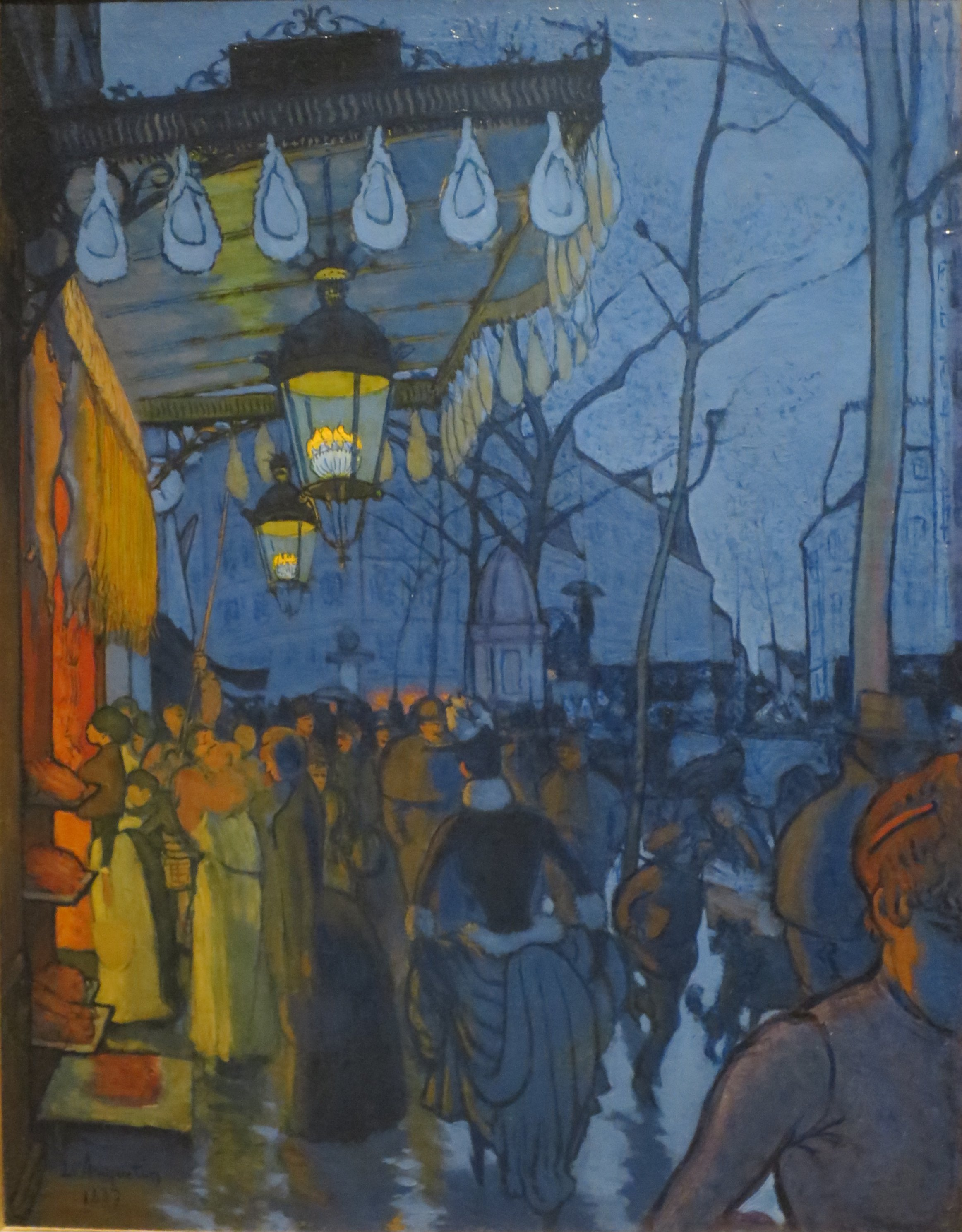
Avenue de Clichy: las cinco de la tarde, 1887.

Un ejemplo de ello puede verse en Avenue de Clichy: las cinco de la tarde, que se dice que inspiró a Van Gogh a la hora de pintar su famosa Terraza de café por la noche.
Con el tiempo perdió la atención del público después de abandonar los movimientos modernos, prefiriendo optar por estudiar los métodos de los antiguos maestros. Así, las obras de Anquetin posteriores a mediados de los años noventa, como Rinaldo y Armida, eran de naturaleza especialmente rubensiana y alegórica. En 1907, conoció a Jacques Maroger, un artista joven que compartía su interés y con quien colaboró.
Más tarde, Anquetin escribió un libro sobre Rubens, que fue publicado el año 1924. 